# Cerdistus varimystaceus
Cerdistus varimystaceus là một loài ruồi trong họ Asilidae. Cerdistus varimystaceus được Macquart miêu tả năm 1847.